# Cessna 308
Cessna 308 är en prototyp till ett militärt transportflygplan som togs fram av Cessna på 1950-talet och vars konstruktion baserats på Cessna 305 Bird Dog.  Cessna 308 var i grunden en förstorad 305 som anpassats för militärt bruk, beställningarna blev dock för få och därför lades projektet ned.